# ゴンザレス郡 (テキサス州)
ゴンザレス郡（ゴンザレスぐん、英: Gonzales County）は、アメリカ合衆国テキサス州の中央部南に位置する郡である。2010年国勢調査での人口は19,807人であり、2000年の18,628人から6.3%増加した。郡庁所在地はゴンザレス市（人口7,237人）であり、同郡で人口最大の都市でもある。郡名はゴンザレス市に因んでおり、ゴンザレス市はコアウイラ・イ・テハス州知事ラファエル・ゴンザレスに因んで名付けられていた。

## 年譜
- ゴンザレス郡となった地域の最初の住人は狩猟採集型のパレオ・インディアンであり、その後はコアウイルテカン族、トンカワ族、カランカワ族、コマンチ族、ウェーコ族などのインディアン部族が住んだ[4]
- 1519年-1685年、エルナン・コルテスとアロンソ・アルバレス・デ・ピネダがスペインによるテキサスの領有を宣言した
- 1685年-1690年、フランスがテキサスの大地にその旗を立てたが、5年後には放棄した[5]
- 1821年、メキシコがスペインからの独立を宣言した。テキサスの北からイギリス人が入り、メキシコ国民を宣言した
- 1825年

グリーン・デウィットがテキサスにコロニーを設立するための土地特許を請願し、これをメキシコ政府が承認した
ゴンザレスの町が設立され、コアウイラ・イ・テハス州知事ラファエル・ゴンザレスに因んで名付けられた。コロラド川より西ではイギリス人による最初の町となった
- 1828年、フランス人学者ジャン＝ルイ・ベルランディエがこの地域を訪れると、開拓者の丸太小屋、砦のような防柵、農耕と家畜の飼育およびトンカワ族とカランカワ族の集落を発見した
- 1829年9月15日、メキシコのビセンテ・ゲレロ大統領がメキシコ共和国における全ての奴隷の解放を宣言した。ゲレロ自身がスペイン人の元奴隷であり、アフリカ系とアメリカ先住民の血を引いていた[7][8]。その宣言は次のとおりだった。

第1 - この共和国で奴隷制度は廃止される

第2 - よって、これまで奴隷と見なされてきた者は自由である

第3 - 財政事情が許される限り、奴隷の所有者が法の定めるところに従って補償される。この宣言を全て実行するために、条文は印刷され、出版され、回覧される

メキシコの連邦宮殿において、1829年9月15日
ビセンテ・ゲレロからホセ・マリア・ボカネグラに
- 1831年、コアウイラ・イ・テハス州政府が、インディアン襲撃からゴンザレスの町を守るために6ポンド砲1門を送った
- 1835年

植民地から、メキシコとの不一致点を議論するために議会（1832年-1835年）に代表団を派遣した
9月、メキシコ政府はこの会議を反逆と見なした。大砲を回収するために軍隊がゴンザレスに派遣された
10月2日、ゴンザレスの戦いでテキサス革命が始まった。植民地人が武器を持って立ち上がり、大砲をメキシコ軍に向け、「ここに来て取って見ろ」と書かれた旗を掲げた（この出来事を記念して、現在毎年「ここに来て取って見ろ祭」が開催されている）
10月13日-12月9日、ベハル包囲戦がテキサス革命では最初の重大な作戦展開になった
- 1836年

ゴンザレス郡が設立された
2月23日、アラモの伝令ランスロット・スミザーズが、ウィリアム・トラヴィス大佐の、敵が間近におり、援軍と物資を要求するという手紙をゴンザレスの町に運んできた
2月24日、アルバート・マーティン大尉が、ゴンザレスにいるスミザーズに、トラヴィスの有名な「勝利もしくは死」という手紙を持ってきた。これには「テキサス人民と世界中の全てのアメリカ人へ」とされており、事情の逼迫を伝えていた。スミザーズは手紙をテキサス暫定政府があったサンフェリペに運んだ
2月27日、ジョージ・C・キンブルが率いた32名からなるアラモ救出ゴンザレス部隊が、アラモ砦にいる130名に合流するために出発した
3月1日、ゴンザレス部隊がアラモ砦に入った
3月2日、テキサスがメキシコからの独立を宣言し、テキサス共和国が設立された
3月6日、アラモ砦が陥落した
3月13日-14日、アラモ守備隊員アルマロン・ディキンソンの妻スザンナ・ディキンソンが娘のアンジェリーナとトラヴィス大佐の奴隷ジョーを連れてゴンザレスに到着した。アラモ陥落の話を聞いたサミュエル・ヒューストンが、ゴンザレスの町を燃やすよう命じ、オークの木の下にその作戦本部を設営した
4月21日-22日、サンジャシントの戦いが起こり、サンタ・アナが捕まえられた
5月14日、サンタ・アナがバレスコの条約に署名した
- 1838年、ゴンザレスの住民が郡北西部にウォルナットスプリングスの町を造った
- 1840年、バッファロー・ハンプ酋長の指揮するコマンチ族とプラムクリークの戦いが起こり、ゴンザレスの住民が参加した
- 1845年12月29日、アメリカ合衆国がテキサスを併合した
- 1846年5月13日、アメリカ合衆国が公式にメキシコに宣戦布告した
- 1848年2月2日、グアダルーペ・ヒダルゴ条約で米墨戦争が終わった
- 1850年、奴隷所有農園主がゴンザレス・カレッジを設立した。テキサスでは女性に学士号を与える最初の教育機関となった
- 1853年、「ゴンザレス・インクワイアラー」が創刊された[15]
- 1860年、郡の人口は 8,059人だった。このうち奴隷が 3,168人いた
- 1861年

郡民投票の結果、賛成 802票、反対80票で、アメリカ合衆国からの脱退に賛成した。
2月1日、テキサス州がアメリカ合衆国から脱退した
3月2日、テキサス州がアメリカ連合国に加盟した
- 1863年

1月1日、奴隷解放宣言が布告された
12月、南軍がウォウル砦建設を発注し、奴隷労働者に建設させた
- 1865年

4月9日、ロバート・E・リーがアポマトックス郡庁舎で、正式にユリシーズ・グラントの北軍に降伏した
4月15日、エイブラハム・リンカーン大統領がジョン・ウィルクス・ブースの凶弾に倒れた
6月19日、ゴードン・グランジャー少将がガルベストンに到着し奴隷解放を執行した。テキサス州ではアフリカ系アメリカ人がその解放を初めて知ることになった。この日はテキサス州で「ジューンティーンス」として毎年祝われるようになり、後には解放記念日として州の祝日になった
12月6日、アメリカ合衆国憲法修正第13条によって奴隷制度を禁じた
- 1866年-1876年、無法者ジョン・ウェズリー・ハーディンを巻き込んだサットン＝テイラー抗争が起こり、テキサス州史の中では最も被害が大きく長期間となった抗争になった。ハーディンの隠れ家はピルグリムの町にあったとされている[20][21]
- 1870年3月30日、アメリカ合衆国議会がテキサス州の再加盟を承認した
- 1874年、ガルベストン・ハリスバーグ・アンド・サンアントニオ鉄道が郡の東部と北部を通って建設された
- 1877年、テキサス・アンド・ニューオーリンズ鉄道が郡内を通った
- 1881年、ゴンザレス鉄道支線が認可された[22]
- 1885年、サンアントニオ・アンド・アランサスパス鉄道が郡内を通った
- 1894年、ジョン・ウェズリー・ハーディンが刑務所から釈放されてゴンザレスに戻り、弁護士試験に合格して法律実務を行った
- 1898年、米西戦争に郡内から23名が従軍し、2人の犠牲者を出した。3人は第1合衆国義勇騎兵隊に加わった
- 1905年、サザンパシフィック鉄道がランチョの町を通過した
- 第一次世界大戦、郡内から 1,106名が従軍した
- 1935年、ジェイムズ・オールレッド知事がコストの町で、テキサス革命の第一弾を記念する記念碑の除幕を行った。碑の彫刻家はウォルダイン・A・トーチだった[23][24]
- 1936年、パルメット通り公園が公開された[25]
- 1939年、ゴンザレス温泉財団がポリオの治療を始めた[26]
- 第二次世界大戦、郡内から 3,000が従軍し、79名が犠牲になった

## 地理
アメリカ合衆国国勢調査局に拠れば、郡域全面積は1,070平方マイル (2,771.3 km2)であり、このうち陸地1,068平方マイル (2,766.1 km2)、水域は2平方マイル (5.2 km2)で水域率は0.19%である。

### 主要高規格道路
- 州間高速道路10号線
- アメリカ国道90号線
- アメリカ国道87号線
- アメリカ国道90号線代替路
- アメリカ国道183号線
- テキサス州道80号線
- テキサス州道97号線
- テキサス州道304号線

### 隣接する郡
- ファイエット郡 - 北東
- ラバカ郡 - 東
- デウィット郡 - 南東
- カーンズ郡 - 南西
- ウィルソン郡 - 南西
- グアダルーペ郡 - 西
- コールドウェル郡 - 北西

## 人口動態
以下は2000年の国勢調査による人口統計データである。
| 基礎データ - 人口: 18,628人 - 世帯数: 6,782 世帯 - 家族数: 4,876 家族 - 人口密度: 7人/km2（17人/mi2） - 住居数: 8,194軒 - 住居密度: 3軒/km2（8軒/mi2） 人種別人口構成 - 白人: 72.25% - アフリカン・アメリカン: 8.39% - ネイティブ・アメリカン: 0.53% - アジア人: 0.26% - 太平洋諸島系: 0.09% - その他の人種: 16.48% - 混血: 2.01% - ヒスパニック・ラテン系: 39.62% 年齢別人口構成 - 18歳未満: 28.0% - 18-24歳: 8.7% - 25-44歳: 25.7% - 45-64歳: 20.9% - 65歳以上: 16.8% - 年齢の中央値: 39歳 - 性比（女性100人あたり男性の人口） - 総人口: 98.4 - 18歳以上: 95.0 | 世帯と家族（対世帯数） - 18歳未満の子供がいる: 34.2% - 結婚・同居している夫婦: 54.0% - 未婚・離婚・死別女性が世帯主: 12.3% - 非家族世帯: 28.1% - 単身世帯: 25.2% - 65歳以上の老人1人暮らし: 14.3% - 平均構成人数 - 世帯: 2.69人 - 家族: 3.21人 収入と家計 - 収入の中央値 - 世帯: 28,368米ドル - 家族: 35,2181米ドル - 性別 - 男性: 23,439米ドル - 女性: 17,027米ドル - 人口1人あたり収入: 14,269米ドル - 貧困線以下 - 対人口: 18.6% - 対家族数: 13.8% - 18歳未満: 23.6% - 65歳以上: 19.4% |

## 都市と町
- ゴンザレス - 郡庁所在地
- ニクソン
- スマイリー
- ウィールダー

### 未編入の町
- ベベ
- ベルモント
- コスト
- ハーウッド
- リースビル
- オッタイン
- ピルグリム
- ライツボロ